# 朝鮮革命博物館
朝鮮革命博物館（ちょうせんかくめいはくぶつかん）は、朝鮮民主主義人民共和国（北朝鮮）平壌市中区域にある博物館。

## 概要
1948年8月1日に設立され、金日成と朝鮮革命運動に関する大規模な展示を行っている。大同江のほとりの万寿台に位置し、博物館の前には金日成主席と金正日総書記の巨大銅像と群衆像（万寿台大記念碑）がそびえる。最高人民会議のひらかれる万寿台議事堂に隣接する。

## 館内
1860年代から現在までの期間を網羅しており、日本統治時代の朝鮮、1930年代の金日成らが率いる抗日パルチザン闘争時代、1948年9月の朝鮮民主主義人民共和国の建国による社会主義政権の成立、朝鮮戦争、分断と統一などをテーマとし、総計90におよぶ部屋に、朝鮮革命に関する写真やパネルなどの資料が所蔵、展示されている。
2017年3月30日に再オープン。なお、再オープン直前の3月28日には国務委員会委員長金正恩が現地指導を行った。

## 関連文献
- 朝鮮革命博物館写真帳編集委員会 編・訳『朝鮮革命博物館 上巻』未来社、1974年7月15日。NDLJP:12173189。
- 朝鮮革命博物館写真帳編集委員会 編・訳『朝鮮革命博物館 下巻』未来社、1974年12月20日。NDLJP:12173053。